# 치비데비!
치비☆데비!(ちび☆デビ!)/베베☆데빌!은 2008년에 제작한 일본의 만화작품이다. 제작은 미루모데퐁(미르모 퐁퐁퐁)으로 알려진 시노즈카 히로무가 맡았고 2011년에 제작한 애니메이션의 감독은 카미야 미키가 맡았다. 2012년과 2013년에는 게임으로 닌텐도 3DS에 출시되었다. 국내에서는 베베☆데빌이라는 이름으로 투니버스에서 2013년 11월 19일부터 방영했다.

## 개요
엄마는 4학년, 다다다, 사랑해 베이비와 비슷한 소재를 다루는 육아 애니메이션으로, 한 소녀가 악마의 아기를 키우는 스토리다. 여타 육아 애니메이션과는 달리 아기에게 인형옷을 입히면 불이 뿜어지는 능력이 있는 설정이다. 한국에서는 투니버스에서 2013년 11월부터 방영했고 터닝메카드, 요괴워치 등 여러 애니메이션 스태프 작품들이 들어갔다.

## 베베데빌 등장인물과 주인공
- 사와다 호노카(沢田ほのか)(한국명: 임여리)(성우: 이구치 유카/여민정)

이 작품의 여주인공으로 14살에 중학생. 소심한 성격 탓에 쉽게 울음을 터트리는 울보 소녀. 이불속에서 악마아기 마오와 만나 마오의 엄마역할을 한다. 마오에게 자신이 만든 공룡인형 옷을 입히면 위기에 처해있을 때 마오가 불을 뿜는다.
- 마오(まおちゃん)(성우: 시타야 노리코/김율)

호노카의 이불속에서 우연히 만난 아기악마. 남자아이로 가끔씩 울음을 터트리거나 웃거나 화를 내기도 한다. 악마의 날개와 꼬리가 붙어있는게 특징이다. 공룡옷을 입히면 입에서 불을 뿜는다. 현재 유아에서 한번 아기로 환생된 적이 있다.
좋아하는 음식은 펜케이크.(싫어하는음식은오이.)
- 스기사키 신(杉崎真)(한국명: 강신)(성우:  요시노 히로유키/신용우)

호노카의 친구인 쿄의 어릴적 친구이다. 성격이 급해서 쉽게 화를내어 호노카가 무서워하지만 실제로는 상냥한 성격이다. 마오의 아빠역할을 한다. 호노카를 좋아하는듯 하다.
- 토노 쿄(遠野京)(한국명: 민유노)(성우: 반도 코이치/홍범기)

여리의 유일한 친구이자 신의 어릴적 친구이다. 항상 미소를 짓는다. 애니메이션의 열광팬으로 애니메이션을 보느라 바빠서 마오의 아빠역할을 신에게 넘겨주었다.
- 리카코(理香子)(한국명: 리카 고모)(성우:  김보영(한국판))

여리를 돌바준 숙모. 일이 너무 바빠서 가끔은 집을 비울때도 있다. 마오를 신의 친척이라 믿고있다.
- 카린(성우: 히로하시 료/김현지)

베베데빌 보육원에서 만난 아기악마이며 여자아이. 엄마인 나츠키가 너무 응석을 받아준 탓인지 제멋대로인 성격이 되었다. 펭귄옷을 입히면 입에서 얼음이 나온다. 좋아하는 야채는 가지이다.
- 타카야마 나츠키(高山夏季)(한국명: 나소소)(성우: 야마구치 리에/윤미나)

카린의 엄마역할인 소녀. 카린에게 너무 응석을 받아주다보니 카린의 성격이 제멋대로 된 원인이 되었다. 성격이 급한다.
- 타카야마 이츠키(高山樹)(한국명: 나진진)(성우: 마츠오카 요시츠구/남도형)

나츠키의 남동생. 조금 건방진 소년으로 사실은 카린의 성격이 제멋대로 키운것도 바로 여리다.
- 라이(성우: 타카하시 미카코/김서영)

베베데빌 보육원에서 만난 아기악마이며 남자아이. 엄마인 시오리와 닮아서 그런지 똑 부러지는 성격이다. 번개신을 입히면 몸에서 전기가 나온다. 개그쇼를 통해 칸사이벤을 쓰며 가끔은 이상한 웃음(?)을 선사하기도 했다.
- 나카가와 시오리(中川詩織)(한국명: 이루아)(성우: 니시 아스카/정혜옥)

라이의 엄마역할인 소녀. 쿨한 타입과 정확히 말하는 성격으로 라이의 성격도 영향을 받았다. 원가온이 아빠가 되지만 눈이 생기가 없고 나중에 다시 나온다.
- 원장 선생님(성우: 호시 소이치로/최한)

베베데빌 보육원의 수상한 원장 선생님. 아기 악마에 대해서는 잘 알고 있으나 항상 실수를 저지르곤 한다. 마오,카린,라이의 마법에 희생양이 된다.
- 이토 선생님(한국명: 이 선생님)(성우: 후지무라 아유미/김선혜)

치비데비 보육원의 보육사. 실수투성이인 원장 선생님의 뒷수습에 여러문제로 힘든일이 많을때도 있다.
- 페페 (ペペ)(성우: 후지무라 아유미/안영미)

치비데비 보육원에 만나게 된 동물. 치비 데비 아이들과 보육원 식구들이 페페네 집에 놀러갔다.
- 치요(한국명: 하니)(성우: 카와세 아키코/박리나)

베베데빌 어린이집에 놀러온 아기악마. 여자아이, 파란 긴생머리를 하고있다. 공주병에 걸린 듯하다. 라이를 좋아하다가 나중엔 마오를 좋아하게 된다. 밖에서 노는 것을 싫어하는 데 곧 익숙해진다.
- 류(한국명: 하로)(성우: 후지무라 아유미/방연지)

치요 (하니)의 동생.
- 화장실의 유령 소녀(성우: 이구치 유카/박리나)

마오가 악마계에서 만난 유령소녀.
페페네 집의 화장실에서 치비데비 아이들과 만난 소녀. 시오리의 외모와 거의 비슷하다.
- 그 외: 구자형, 최승훈, 전태열, 박성태, 이호산, 김채하, 이소은

## 제작진
- 원작: 시노즈카 히로무
- 기획: 사와베 노부세이, 나카자와 토시히로
- 프로듀서: 스즈키 켄고, 사이토 마사히로
- 음악: 나카가와 코타로
- 감독: 카미야 마키
- 제작: 소학관, 쇼가쿠칸 슈에이샤 프로덕션

### 국내 스탭
- 기획: 신동식
- 책임프로듀서: 석종서, 신길주
- 편성마케팅: 고은주, 이현정, 연보경, 강유미, 이민순, 남궁진아, 강한별, 조승희, 김민지, 이세영, 김수연
- 콘텐츠제작: 석종서, 신길주, 김이경, 최우석, 박용진, 김종민, 이종혁, 김진아, 이수민, 김용만, 엄의동
- 브랜드디자인: 장우신, 김백준, 안희련, 신경숙, 홍지예, 배성균, 김유나, 김윤경
- 캐릭터전략: 하세정, 김민정, 김부경, 오창문, 우예림, 이명일, 김주만, 심윤선, 전근기
- 키즈사업: 백승진, 윤여민, 김윤중, 손영은, 성수희, 이선희, 김은주, 신정수, 김아람, 오지미, 이지영, 안정란, 구희준, 김진희, 이은정
- 글로벌사업: 한지수, 하나래, 김택상, 이은선, 김보석, 이진희, 성인영, 이재희, 박두리, 임선아
- 녹음&믹싱: 김세광
- 종합편집: 김지선
- 화면수정: 서선지, 도여진, 고은아, 엄지현
- 번역: 권이강
- 연출: 유선주
- 우리말 제작: 투니버스

## 화별 목록
| 화수         | 제목                 | 방영일           |
| ------------ | -------------------- | ---------------- |
| 1화          | 아기는 갑작스럽게... | 2011년 10월 10일 |
| 2화          | 불을 뿜는 아기       | 2011년 10월 17일 |
| 3화          | 마오를 찾아라        | 2011년 10월 24일 |
| 4화          | 마오의 비밀          | 2011년 10월 31일 |
| 5화          | 처음가는 보육원      | 2011년 11월 14일 |
| 6화          | 꽁꽁? 반짝반짝?      | 2011년 11월 21일 |
| 7화          | 아빠와 엄마의 싸움   | 2011년 11월 28일 |
| 8화          | 마오가 위험해?       | 2011년 12월 5일  |
| 9화          | 친해지기 대작전      | 2011년 12월 12일 |
| 10화         | 즐거운 재롱잔치?     | 2012년 1월 9일   |
| 11화         | 모두의 재롱잔치?     | 2012년 1월 16일  |
| 12화         | 폭풍의 재롱잔치      | 2012년 1월 23일  |
| 13화         | 첫 합숙              | 2012년 2월 6일   |
| 14화         | 치비데비 탐험대      | 2012년 2월 13일  |
| 15화         | 안녕! 마오           | 2012년 2월 20일  |
| 16화         | 마오의 육아일기      | 2012년 4월 2일   |
| 17화         | 첫 기분              | 2012년 4월 9일   |
| 18화         | 마오, 대난리?        | 2012년 4월 16일  |
| 19화         | 마오는 어디에?       | 2012년 4월 23일  |
| 20화         | 라이의 엄마          | 2012년 5월 7일   |
| 21화         | 시오리의 본심        | 2012년 5월 14일  |
| 22화         | 신 오빠의 만남       | 2012년 5월 21일  |
| 23화         | 두근두근 공원데뷔    | 2012년 5월 28일  |
| 24화         | 서라! 마오!          | 2012년 6월 11일  |
| 25화         | 치비데비 운동회      | 2012년 6월 18일  |
| 26화         | 감기 조심하기        | 2012년 6월 25일  |
| 27화         | 고백 대작전          | 2012년 7월 2일   |
| 28화         | 주사가 무서워?       | 2012년 7월 9일   |
| 29화         | 말하는 마오          | 2012년 9월 10일  |
| 30화         | 엄마와 아빠          | 2012년 9월 24일  |
| 31화         | 초조하는 카린        | 2012년 10월 1일  |
| 32화         | 라이의 비밀          | 2012년 10월 15일 |
| 33화         | 엄마의 선물          | 2012년 10월 22일 |
| 34화         | 마오의 버릇          | 2012년 10월 29일 |
| 35화         | 수수께끼 동물        | 2012년 11월 5일  |
| 36화         | 집을 만들자          | 2012년 11월 12일 |
| 37화         | 좋아? 싫어?          | 2012년 11월 19일 |
| 38화         | 슈퍼에 가자          | 2012년 11월 26일 |
| 39화         | 인형옷이 많이        | 2012년 12월 3일  |
| 40화         | 도와주는게 좋아      | 2013년 1월 7일   |
| 41화         | 카린의 날개          | 2013년 1월 14일  |
| 42화         | 라이의 자동차        | 2013년 1월 21일  |
| 43화         | 악마의 축제?         | 2013년 1월 28일  |
| 44화         | 꿈의 그림책          | 2013년 2월 11일  |
| 45화         | 꿈의 대모험          | 2013년 2월 18일  |
| 46화         | 뽀뽀해줘, 마오짱     | 2013년 4월 8일   |
| 47화         | 화를 내는 카린짱     | 2013년 4월 15일  |
| 48화         | 그림 연극 형         | 2013년 4월 22일  |
| 49화         | 작은 손님            | 2013년 5월 6일   |
| 50화         | 허세를 부리는 마오짱 | 2013년 5월 13일  |
| 51화         | 아기 환생            | 2013년 5월 20일  |
| 52화         | 악마의 미용사 아저씨 | 2013년 5월 27일  |
| 53화         | 사랑의 라이벌?       | 2013년 6월 10일  |
| 54화         | 마오의 우산          | 2013년 6월 17일  |
| 55화         | 악마계로 가자        | 2013년 6월 24일  |
| 56화         | 페페네 집의 비밀     | 2013년 7월 1일   |
| 57화         | 화장실의 누나        | 2013년 7월 8일   |
| 58화         | 카린의 싸움          | 2013년 9월 2일   |
| 59화         | 라이의 야뇨증        | 2013년 9월 9일   |
| 60화         | 무엇 일까?           | 2013년 9월 16일  |
| 61화         | 어른이 된다면...     | 2013년 9월 23일  |
| 62화         | 산에 가자!           | 2013년 10월 7일  |
| 63화         | 새로운 선생님?       | 2013년 10월 14일 |
| 64화         | 집사가 뭐야?         | 2013년 10월 21일 |
| 65화         | 카린의 대 도전       | 2013년 10월 28일 |
| 66화         | 점토의 대결!         | 2013년 11월 11일 |
| 67화         | 마오와 빨강망토      | 2013년 11월 18일 |
| 68화         | 아빠와 산책          | 2013년 11월 25일 |
| 69화         | 마오의 크리스마스    | 2013년 12월 2일  |
| 70화         | 찰떡친구떡보         | 2014년 1월 6일   |
| 71화         | 충치는 무서워        | 2014년 1월 13일  |
| 72화         | 허둥지둥 아침        | 2014년 1월 20일  |
| 73화         | 감기걸린 원장님      | 2014년 1월 27일  |
| 74화         | 즐거운 우주여행      | 2014년 2월 10일  |
| 75화(최종화) | 다시! 집으로         | 2014년 2월 17일  |

## 관련 서적
대원키즈를 출판사로 하여 필름북을 발매하였다.
현재 5권까지 발매되었다고 한다.